# Vaccinium albidens
Vaccinium albidens là một loài thực vật có hoa trong họ Thạch nam. Loài này được H. Lév. & Vaniot miêu tả khoa học đầu tiên năm 1911.